# 霍赫默爾賓山
47°38′03″N 14°10′39″E / 47.63417°N 14.17750°E

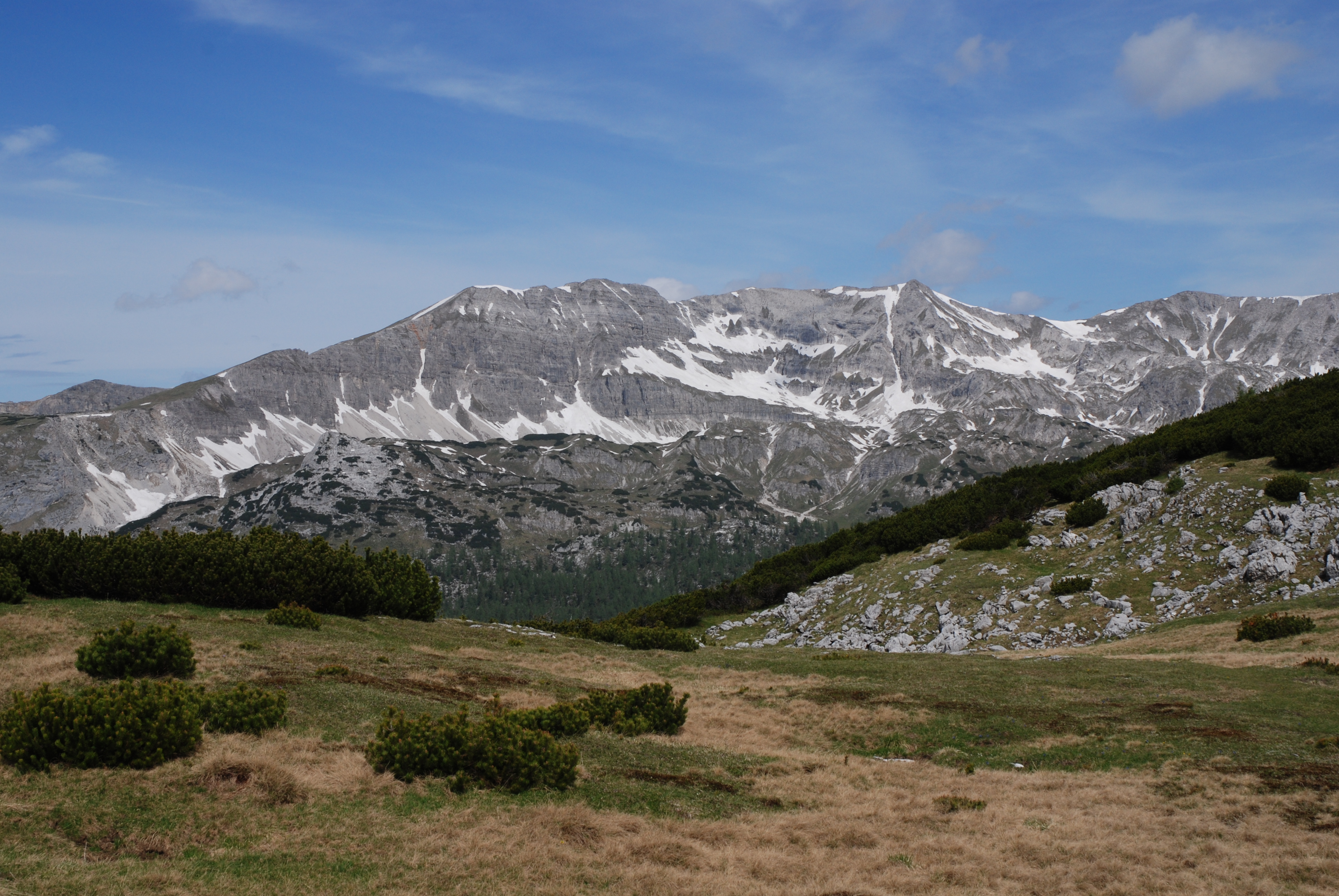

霍赫默爾賓山（德語：Hochmölbing），是奧地利的山峰，位於該國中部，由施泰爾馬克州負責管轄，屬於托特斯山脈的一部分，距離瓦舍內克山4.4公里，海拔高度2,336米，每年平均降雨量1,578毫米。